# Rémy Cabella
Rémy Cabella (Ajaccio, França, 8 de març de 1990), futbolista francès, d'origen italià. Juga de volant i el seu actual equip és el Montpellier HSC de la Lliga 1 de França.

## Trajectòria esportiva
El 20 de maig de 2012 es va proclamar campió amb el Montpellier HSC, i així va aconseguir el seu primer títol com a professional i el primer títol del seu club a la Lliga 1.
El 13 de maig de 2014, l'entrenador de la selecció francesa Didier Deschamps el va incloure a la llista final de 23 jugadors que representaran França a la Copa del Món de Futbol de 2014.

## Palmarès
- Lliga francesa de futbol: campió 2011-2012 (Montpellier Hérault Sport Club)

## Referències

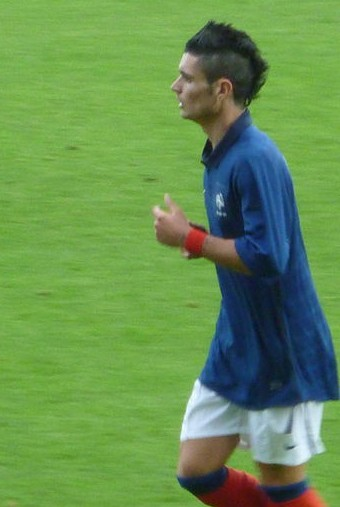
Rémy Cabella